# Steiermärkisches Landesarchiv

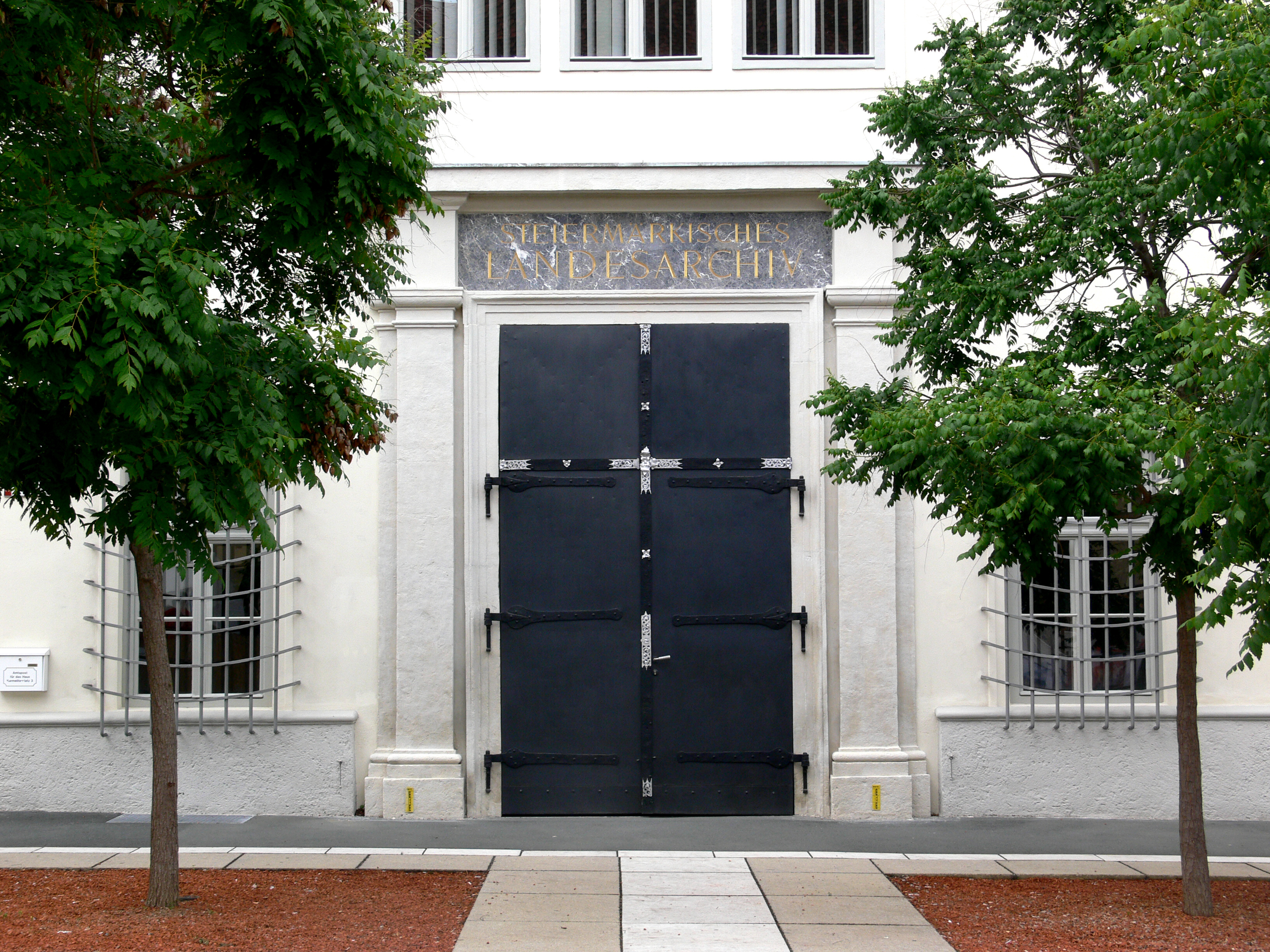
Steiermärkisches Landesarchiv

Das Steiermärkische Landesarchiv ist ein öffentliches Archiv des Bundeslandes Steiermark in Graz. Es bewahrt als Landesdienststelle die schriftlichen und bildlichen Quellen aus mehr als tausend Jahren Geschichte der Steiermark.

## Geschichte
Das Archiv des 1811 gegründeten Joanneums war seiner Idee und seiner Tendenz und Anlage nach zwar bereits ein Landesarchiv, da es die Sammelstätte aller auf das Land bezüglichen und im Lande erwachsenen Archivalien war. Das Wort „Landesarchiv“ wurde bereits 1814 von Erzherzog Johann gebraucht, auch wenn damals Archivgut nur mit Ausschluss der öffentlichen Sphäre gesammelt wurde. Eine Vereinigung des Joanneumsarchivs mit jenem der Landstände wurde erstmals 1816 von Johann von Kalchberg angeregt. Durch Josef Wartingers Doppelstellung als Landschafts- und Joanneumsarchivar bestand durch Jahrzehnte eine Personalunion. Unter dem Joanneumsarchivar Karl Schmit Ritter von Tavera beschloss der Ständische Ausschuss am 20. August 1858 und am 4. Jänner 1859, das Landständische und das Joanneumsarchiv einheitlich bearbeiten zu lassen. Schmit bereiste die Archive zu Brünn und Nürnberg und empfahl in seinem Bericht vom 9. Februar 1859 die einheitliche und übersichtliche Bearbeitung der beiden Archive nach dem Muster des Mährischen Landesarchivs. Am 26. Juni 1868 brachte Joseph Zahn beim
Landesausschuss den Antrag für die Vereinigung der beiden Archive ein, und mit dem Beschluss des Landtags vom 12. September 1868 erfolgte die Gründung des Steiermärkischen Landesarchivs.
Das Steiermärkische Landesarchiv diente als Vorbild bei der Gründung des Oberösterreichischen Landesarchivs im Jahr 1896.
Seit dem Jahr 2000 sind alle Bestände zentral im ehemaligen Karmeliterkloster am Karmeliterplatz 3 untergebracht.

## Gebäude
Das Karmeliterkloster wurde nach den Plänen Domenico Torres für Erzherzog Ferdinand von 1628 bis 1631 erbaut. Im Zuge der josephinischen Reformen wurde das Kloster säkularisiert und der Turm der Kirche zum heiligen Joseph abgetragen. Nach der Klosterschließung fand das Gebäude bis 1918 als Garnisonsspital, später als Landesgendarmeriekommando und 2000 schließlich als Landesarchiv Verwendung.

## Bestände und Tätigkeit
Im Jahre 2007 umfasste das Archiv rund 58.000 Urkunden, 15.000 steirische Ortsbilder, 90.000 Ansichtskarten steirischer Orte, dazu Plansammlungen, Handschriften wie etwa die „Georgenberger Handfeste“, 2000 Archive von Gemeinden und Klöstern sowie 100 Nachlässe von Einzelpersonen. Hier liegen auch alle 40.000 steirischen Grundbücher seit dem 17. Jahrhundert bis 1948 auf. Da das Archiv der innerösterreichischen Behörden von 1564 bis ins 18. Jahrhundert in Graz angesiedelt war, finden sich im Steiermärkischen Landesarchiv auch die Akten aus der Verwaltung von Kärnten, Krain, Görz und Triest. Besonders erwähnenswert ist die Lutz’sche Südostsammlung mit mehr als 4.500 Bänden und fast tausend Karten und 185 Bildern.
Mit rund 70 Mitarbeitern und 63.000 Regallaufmetern ist es das größte Landesarchiv Österreichs und eines der modernsten. In eigenen Werkstätten werden die Archivalien konserviert und restauriert. Da auch ein Forschungsauftrag besteht, werden vom Landesarchiv auch regelmäßige Publikationen herausgegeben und Ausstellungen organisiert. Einsichtnahme in die Archivbestände ist gegen Lösung einer Archivkarte, unter Berücksichtigung der geltenden Schutzfristen und Benutzungsordnung, in einem eigenen Lesesaal möglich.
Zur Digitalisierung alter Akten, Urkunden und Pläne wurde ein eigenes Studio für Reprografie und Medienkonvertierung eingerichtet. Damit sollen Archivbestände in digitaler Form online zur Verfügung gestellt werden.

## Publikationen
- Mitteilungen des Steiermärkischen Landesarchivs. Folge 1–52/53, 1951–2004.[6]
- Große geschichtliche Landeskunde der Steiermark. Band I–V, 1978–2011.
- Jahrbuch des Steiermärkischen Landesarchivs. Seit 2018.

## Direktoren (Auswahl)
- 1873–1905: Joseph von Zahn[7]
- 1905–?: Anton Mell
- 1923–1933: Max Doblinger
- 1933–1945: Ignaz Nößlböck
- 1945–1949: Anna v. Netoliczka
- 1950–1955: Friedrich Popelka
- 1956–1976: Fritz Posch
- 1977–1995: Gerhard Pferschy[8]
- 1996: Heinrich Purkarthofer (interim., stv. Direktor 1985–1999)
- 1996–2003: Walter Brunner
- 2003–2016: Josef Riegler
- seit 2016: Gernot Peter Obersteiner